# Benoa
Benoa is een bestuurslaag in het regentschap Badung van de provincie Bali, Indonesië. Benoa telt 39.570 inwoners (volkstelling 2010).